# Pearse Doherty

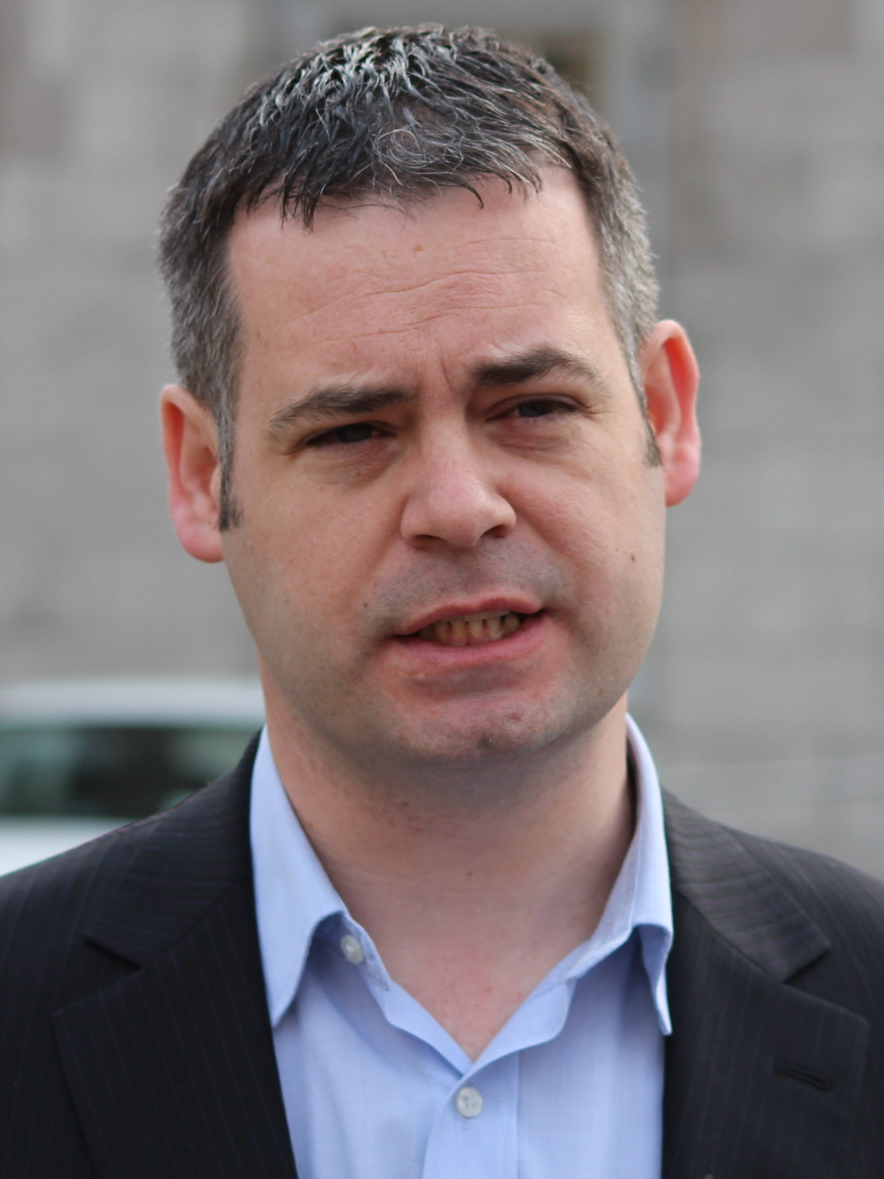
Pearse Doherty (2015)

Pearse Doherty (irisch Piaras Ó Dochartaigh, * 6. Juli 1977 in Glasgow, Schottland) ist ein irischer Politiker, war von 2007 bis 2010 Senator im Seanad Éireann und ist seit dem 26. November 2010 Abgeordneter im Dáil Éireann.
Doherty wurde 1977 im schottischen Glasgow geboren, lebte jedoch in Gweedore im County Donegal, seit er drei Jahre alt war, und spricht fließend Irisch. Seit 1994 ist er Mitglied der Sinn Féin und war Gründungsmitglied von Ógra Shinn Féin, der Jugendorganisation von Sinn Féin. 2007 wurde er als erstes Sinn Féin-Mitglied in den Seanad Éireann gewählt. Vor seiner Wahl gehörte er seit 2004 dem Donegal County Council an. 2002 sowie 2007 trat Doherty zur Wahl in den Dáil Éireann an, konnte jedoch kein Mandat erringen. 2004 kandidierte er erfolglos für einen Sitz im Europäischen Parlament.
Im November 2010 gelang es ihm, in einer Nachwahl als Abgeordneter für den Wahlkreis Donegal South West in den Dáil Éireann gewählt zu werden. Seitdem konnte er bei allen weiteren Wahlen seinen Sitz verteidigen.
Doherty ist gelernter Bauingenieur. Er ist verheiratet und hat zwei Söhne.